# Арсура (Васлуй)
Арсура (рум. Arsura) — коммуна в составе жудеца Васлуй (Румыния).

## Состав
В состав коммуны входят следующие населённые пункты (данные о населении за 2002 год):
- Арсура (рум. Arsura) — 786 жителей
- Пыхнешти (рум. Pâhnești) — 540 жителей
- Фундэтура (рум. Fundătura) — 532 жителя
- Михаил Когэлничану (рум. Mihail Kogălniceanu) — 136 жителей

## География
Коммуна расположена в 303 км к северо-востоку от Бухареста, 29 км к северо-востоку от Васлуя, 50 км к юго-востоку от  Ясс.

## Население
По данным переписи населения 2002 года в коммуне проживали 1994 человека.

### Национальный состав
| Национальность | Кол-во человек | Процент |
| -------------- | -------------- | ------- |
| Румыны         | 1994           | 100 %   |

### Родной язык
| Язык      | Кол-во человек | Процент |
| --------- | -------------- | ------- |
| Румынский | 1994           | 100%    |

### Вероисповедание
| Вероисповедание | Кол-во человек | Процент |
| --------------- | -------------- | ------- |
| Православные    | 1980           | 99,3%   |
| Пятидесятники   | 8              | 0,4%    |
| Адвентисты      | 6              | 0,3%    |

## Политика
По результатам местных выборов 2016 года, местный совет коммуны состоит из 15 депутатов следующих партий:
| Партия                              | Количество депутатов |
| ----------------------------------- | -------------------- |
| Национальная либеральная партия     | 5                    |
| Социал-демократическая партия       | 3                    |
| Национальная демократическая партия | 1                    |
| Альянс либералов и демократов       | 1                    |
| Независимые кандидаты               | 1                    |

## Известные уроженцы
- Николае Г. Лупу (1884 - 1966) - медик, член Академии наук Румынии